# Club Defensores de Corrientes
Defensores de Corrientes fue un club de fútbol de Argentina, ubicado en San Nicolás, uno de los 48 barrios de la porteña Ciudad Autónoma de Buenos Aires. El club militó ocho temporadas en la categoría Primera de Aficionados del fútbol argentino, hoy conocida como Primera D, torneo organizado por la Asociación del Fútbol Argentino (AFA). Al no tener cancha propia, hacía de local en el estadio de Colegiales, ubicado en la localidad de Munro.
En 1961, el club se afilió a la Asociación del Fútbol Argentino y permaneció durante varios años. El concejo directivo de la Asociación del Fútbol Argentino concedió la afiliación a Defensores de Corrientes, junto a otros seis clubes.
En 1961 el club debutó en competición nacional, en la Tercera Categoría del fútbol argentino junto a otros veintitrés equipos.
El club contó con el apoyo del Gobierno de la Provincia de Corrientes y funcionó como semillero del Club Deportivo Mandiyú.
Defensores de Corrientes permaneció activo hasta la temporada de 1968, donde disputó sus últimos veintidós partidos oficiales. En su última campaña, el club terminó en la última posición, con un balance de dos partidos ganados, uno empatado y diecinueve perdidos, con un total de cinco puntos en la clasificación final.
Después de su desaparición en el fútbol argentino junto a otros clubes como Hércules, Tucumán, Peñarol, entre otros, fueron conocidos como «los equipos del ayer».

## Historia
Un grupo de jóvenes oriundos de la Ciudad de Corrientes deciden fundar un club social con el fin de reunirse y practicar todo tipo de deportes, es así que a principios de los años 60 se funda en pleno San Nicolás el Club Defensores de Corrientes, en honor a la ciudad de la que provenían.  
En 1961 el club se afilia a la Asociación del Fútbol Argentino y empieza a competir en la menor de las categorías ese mismo año. El 13 de mayo de 1961 debuta cayendo derrotado por 5 a 0 ante Juventud de Bernal. En el torneo termina en la última posición con tan solo seis puntos, integrando la zona A.
En 1962 vuelve a terminar en la última colocación pero esta vez con cuatro puntos, integrando nuevamente la zona A.
Para el campeonato de la Primera D de 1963, Defensores pasa a integrar la Zona B, mejorando sus anteriores temporadas, y finaliza en el décimo puesto con quince unidades, aunque muy lejos de pelear el ascenso a la Primera C.
En 1964 vuelve a integra la zona A y termina sexto con 23 puntos y por solo 4 unidades no clasifica al hexagonal final por el ascenso a la categoría superior.
En 1965 finaliza octavo con 18 puntos realizando una aceptable labor.
En 1966 cosecha 14 puntos, terminando en las últimas posiciones de la zona y muy lejos de los puestos de ascenso.
En 1967 termina penúltimo con once puntos.
En 1968 vuelve a terminar último con cinco unidades.
En 1969 participó de un encuentro perteneciente a la Copa Argentina 1969. Sin embargo, a principio de dicho año se desafilia de la Asociación del Fútbol Argentino y se concreta su desaparición.

### Cronología
- Movimientos de división:[9]

| Temporada | Liga                   | Puntos | Posición  |
| --------- | ---------------------- | ------ | --------- |
| 1961      | Primera D - Zona A     | 6      | 12° de 12 |
| 1962      | Primera D - Zona A     | 4      | 13° de 13 |
| 1963      | Primera D - Zona B     | 15     | 10° de 13 |
| 1964      | Primera D - Zona Norte | 23     | 6° de 11  |
| 1965      | Primera D - Zona Norte | 15     | 8° de 10  |
| 1966      | Primera D - Zona Norte | 14     | 9° de 11  |
| 1967      | Primera D - Zona Norte | 11     | 10° de 11 |
| 1968      | Primera D - Zona Norte | 5      | 12° de 12 |